# Макклеллан-Парк (Каліфорнія)
Макклеллан-Парк (англ. McClellan Park) — переписна місцевість (CDP) в США, в окрузі Сакраменто штату Каліфорнія. Населення — 926 осіб (2020).

## Географія
Макклеллан-Парк розташований за координатами 38°39′46″ пн. ш. 121°24′6″ зх. д. / 38.66278° пн. ш. 121.40167° зх. д. (38.662833, -121.401641).  За даними Бюро перепису населення США в 2010 році переписна місцевість мала площу 10,49 км², уся площа — суходіл.

## Демографія
Згідно з переписом 2010 року, у переписній місцевості мешкали 743 особи в 194 домогосподарствах у складі 145 родин. Густота населення становила 71 особа/км².  Було 226 помешкань (22/км²).
Расовий склад населення:
| - 62,9 % — білих - 13,3 % — чорних або афроамериканців - 3,6 % — азіатів - 2,8 % — вихідців з тихоокеанських островів - 1,7 % — корінних американців - 4,2 % — осіб інших рас |

До двох чи більше рас належало 11,4 %. Частка іспаномовних становила 14,8 % від усіх жителів.
За віковим діапазоном населення розподілялося таким чином: 32,3 % — особи молодші 18 років, 64,7 % — особи у віці 18—64 років, 3,0 % — особи у віці 65 років та старші. Медіана віку мешканця становила 22,6 року. На 100 осіб жіночої статі у переписній місцевості припадало 86,2 чоловіків;  на 100 жінок у віці від 18 років та старших — 75,9 чоловіків також старших 18 років.
Середній дохід на одне домашнє господарство  становив 26 557 доларів США (медіана — 16 938), а середній дохід на одну сім'ю — 27 565 доларів (медіана — 20 729). За межею бідності перебувало 59,6 % осіб, у тому числі 70,8 % дітей у віці до 18 років та 45,6 % осіб у віці 65 років та старших.
Цивільне працевлаштоване населення становило 354 особи. Основні галузі зайнятості: освіта, охорона здоров'я та соціальна допомога — 71,8 %, роздрібна торгівля — 12,1 %, фінанси, страхування та нерухомість — 3,1 %, публічна адміністрація — 2,8 %.